# Annia Hatch
Pour les articles homonymes, voir Hatch.
Annia Hatch est une gymnaste artistique américaine née le 14 juin 1978 à Guantánamo à Cuba.

## Biographie
Lors des Jeux olympiques d'été de 2004 se tenant à Athènes, elle remporte la médaille d'argent dans l'épreuve du concours par équipes en compagnie de ses coéquipières Mohini Bhardwaj, Terin Humphrey, Courtney Kupets, Courtney McCool et Carly Patterson Lors de ces mêmes Jeux olympiques, elle remporte également la médaille d'argent dans l'épreuve du saut. Née à Cuba, Annia Hatch a d'abord représenté les couleurs cubaines et c'est donc sous les couleurs cubaines qu'elle remporte la médaille de bronze en saut lors des Championnats du monde de 1996.